# شبكة الشراء الإلكتروني
شبكة الشراء الإلكتروني هي سوق مستقلة مملوكة، وهي عباره عن الوسيط الذي يربط المئات من الموردين على الإنترنت لتقدم الملايين من خدمات الصيانة وقطع الغيار لشركات الأعمال الذين يدفعون رسوم للانضمام إلى السوق. وهي في العادة تستخدم للعقود طويلة الأجل في شراء المواد غير مباشرة في التصنيع والتي يرمز لها بـ MRO. وهو امتداد لنموذج الأعمال الموزع الإلكتروني e-distributor ولكن بإضافة بعض الميزات له، مثل البيانات المصورة catalog لعرض خدمات الموزعين. وهي تعتبرانحيازية لجهة البائع buyer biased، حيث إن عدد الموردين كثير والمشتري يستطيع اختيار المورد الذي يناسب رغباته.

## الهدف منها
تجميع أكبر عدد ممكن من الشركات والموردين في موقع إلكتروني واحد، بحيث تتم عملية البيع والشراء من خلاله. وبالتالي تحصل شبكة الشراء الإلكتروني على أرباحها من خلال:
- دفع مبلغ عند القيام بأي عملية.
- عن طريق الاستشارات.
- عن طريق بيع البرامج.

## فوائد شبكة الشراء الإلكترونية
- خلق المزيد من روح التنافس بين المستوردون والموزعون.
- التقليل من الشراء الفاسد «شراء المارقه» سواء من السلع التي لا تستوفي المعايير المطلوبة أو من خارج القائمة المعتمدة لدى الموردين.
- رأي حدة الفوارق التي تحدث بين الأسعار والجودة والتسليم.
- القدرة على الشراء الكلي عبر عدة إدارات أو اقسام دون إزالة الرقابة الفردية.
- التقليل من مجهود البحث.
- جلب عدد كبير من الشركات إلى الموردين.
- بالإضافة إلى الخدمات الإضافية Value added services.

## الخدمات الإضافية المقدمة من شبكات الشراء الإلكتروني
- أدارة المستودعات.
- تطوير العمليات.
- متابعة عملية الشحن.
- إداراة الامور المالية.
- برامج الدفع.
- الطلب الاتوماتيكي.
- برامج الفواتير.
- برامج إنشاء البيانات المصورة catalog.